# Ruta 106 (Costa Rica)
La Ruta 106, oficialmente Ruta Nacional Secundaria 106, es una carretera nacional de Costa Rica ubicada en la provincia de Heredia.

## Descripción
En la provincia de Heredia, la ruta atraviesa el cantón de Heredia (el distrito de Ulloa).